# Mission des Nations unies au Timor oriental
La Mission des Nations unies au Timor oriental (MINUTO) a été créée par la résolution 1246 du Conseil de sécurité du 11 juin 1999 pour une période allant jusqu'au 31 août 1999. Par la résolution 1257 du Conseil de sécurité du 3 août, la MINUTO a été prolongée jusqu'au 30 septembre 1999.

## Mandat
L'intervention des Nations unies vise à organiser et diriger un référendum afin de déterminer si le peuple du Timor oriental accepte ou non le cadre constitutionnel proposé prévoyant une autonomie spéciale pour le Timor oriental au sein de la République unitaire d'Indonésie. Le rejet de ce cadre conduirait alors à la séparation du Timor oriental de l'Indonésie.